# Cosmic (EP)
Cosmic è il tredicesimo EP in lingua coreana (quindicesimo complessivo)  del girl group sudcoreano Red Velvet, pubblicato nel 2024.

## Tracce
1. Cosmic – 3:46
2. Sunflower – 3:17
3. Last Drop – 3:23
4. Love Arcade – 2:57
5. Bubble – 3:28
6. Night Arcade – 3:20

Cosmie version bonus track
1. Sweet Dreams – 3:09

## Classifiche

### Classifiche settimanali
| Classifica (2024) | Posizione massima |
| ----------------- | ----------------- |
| Corea del Sud     | 3                 |
| Francia           | 126               |
| Grecia            | 7                 |
| Giappone          | 15                |
| Stati Uniti       | 145               |

### Classifiche di fine anno
| Classifica (2024) | Posizione |
| ----------------- | --------- |
| Corea del Sud     | 99        |